# Srpnové teze
Srpnové teze, oficiálním názvem Teze o současné hospodářské a politické situaci v ČSR a o úkolech strany a vlády v nejbližším období, byl tajný pracovní dokument vytvořený předsednictvem ÚV KSČ v srpnu 1953, který reagoval na postupné politické změny v sovětském politbyru a poukazoval na hospodářské problémy československé ekonomiky ve spojitosti s dosavadní politikou, také jako reakce na nedávnou československou měnovou reformou z června 1953. Dokument nastínil proces nových hospodářských a politických reforem v Československu.

## Vznik a vývoj
Srpnové teze byly vypracovány jednotlivými rezorty Státního plánovacího úřadu pod vedením Jaromíra Dolanského. K politickému dopracování byly předloženy politickému sekretariátu ÚV KSČ na zasedání na zámku v Lánech 2. srpna 1953. Mimo jiné vycházely z rozboru neúspěchů probíhající I. pětiletky. Teze vůbec poprvé pojmenovávaly vážné chyby hospodářské politiky a některé politické represe po Únoru 1948. Teze obsahovaly kritiku dosavadní praxe některých politických represí, například vůči náboženským vrstvám obyvatelstva. Hospodářsky pojmenovaly neúspěchy politiky umělého rozvoje těžkého průmyslu a faktický pokles výroby spotřebního zboží a životní úrovně v zemi a připravovali program pro X. sjezd KSČ.
Teze jako celek nebyly schváleny, avšak 24. srpna 1953 byly rozpracovány do dílčích návrhů ÚV KSČ. V následujících dnech odcestovala československá delegace pod vedením Antonína Zápotockého, Antonína Novotného a Viliama Širokého na jednání se sovětskými představiteli do Moskvy. Tam teze předložili a referovali ÚV KSSS o přijatém programu. Sovětské vedení na teze reagovalo značně kriticky a ve stínu nedávného pádu Lavrentije Berijy a dosavadní stalinistické linie československého vedení projevilo nedůvěru k vedení KSČ. Souhlasilo především s pojmenováním nepříznivého vývoje hmotného zajištění dělníků v Československu. Některé části tezí byly odmítnuty a označeny za přemrštěně kritické. Přestože byla sovětská reakce k vedení KSČ značně kritická, paradoxně posílila ty členy předsednictva ÚV KSČ, kteří odmítaly změny dosavadní politické praxe. Tento vývoj později vytvořil pro československé vedení překvapivou situaci, jelikož Nikita Sergejevič Chruščov po svém upevnění moci a svém projevu o odhalení kultu osobnosti Stalina v únoru 1956 nastartoval proces destalinizace.